# Klemmzwinge

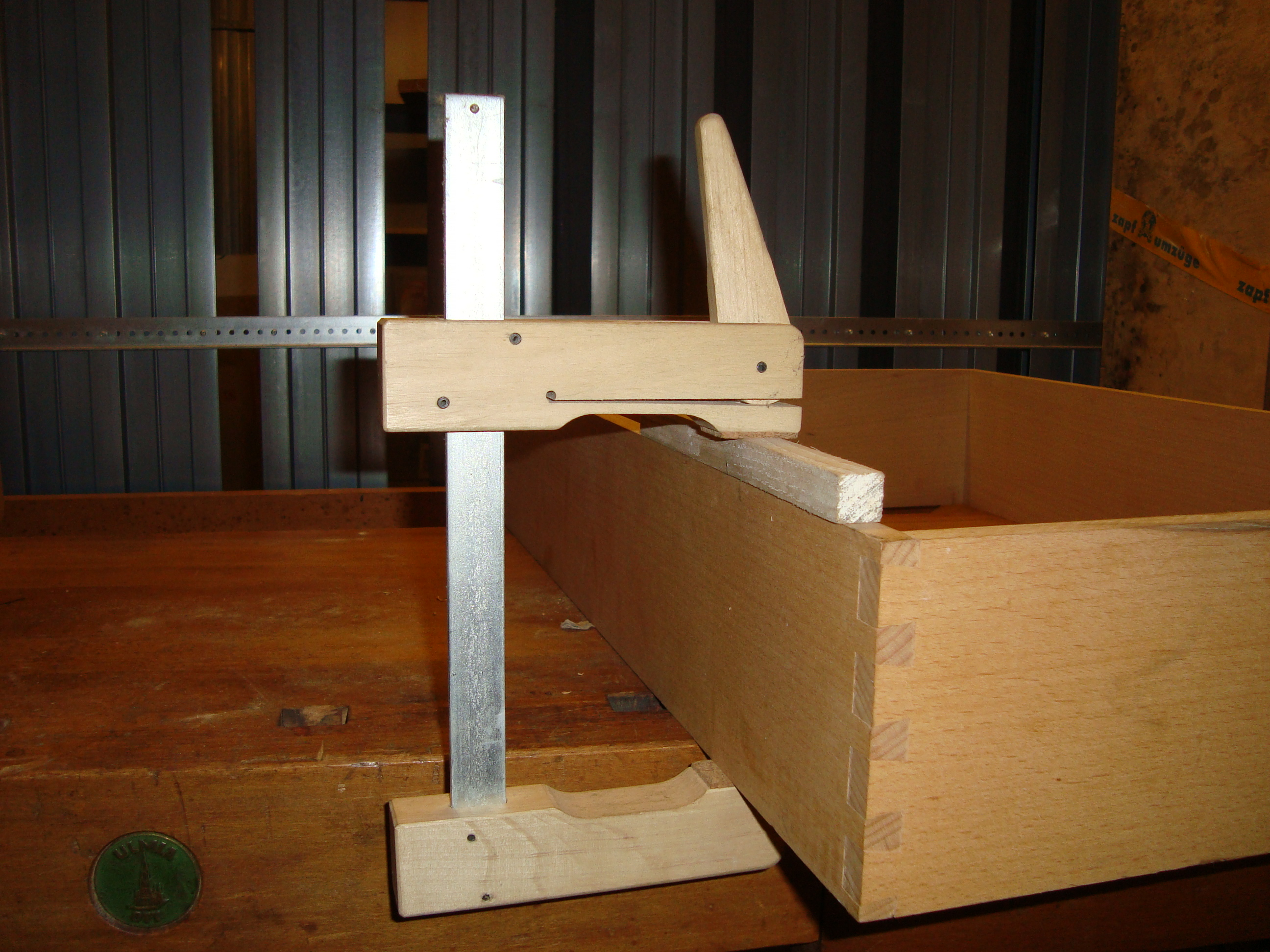
Exzenter-Klemmzwinge aus Holz mit Stahlschiene Charakteristisch die geschlitzte Holzbacke mit Hebel

Eine Klemmzwinge (andere Bezeichnungen: Holzzwinge, Leimzwinge oder Klemmsia) ist ein Spannwerkzeug zum Spannen, Fixieren und Verleimen von Werkstücken. Klemmzwingen erreichen meist weniger große Klemmkräfte als Schraubzwingen.

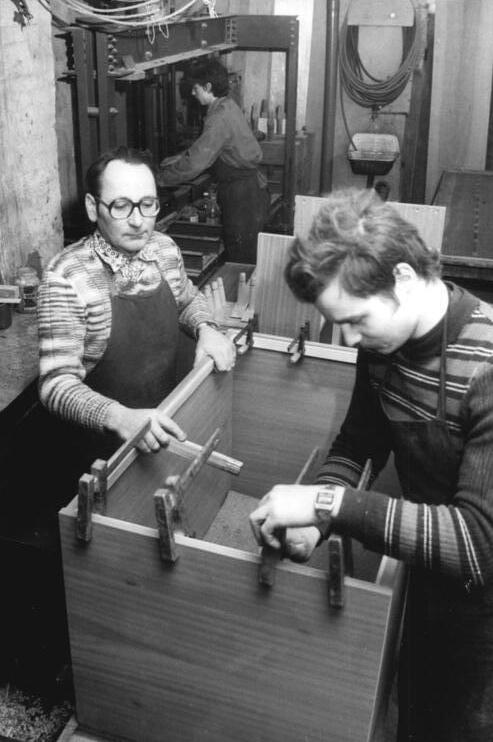
Klemmzwingen als Spannmittel in einer Tischlerei

## Funktionsweise und Gebrauch
Die Zwinge besteht aus einer Stahlschiene, zwei hölzernen Backen mit Druckflächen aus Kork und einem Exzenterhebel.
Eine Backe ist an einem Ende der Schiene befestigt, die andere kann auf der Schiene verschoben werden, um sie an unterschiedlich dicke Werkstücke anzupassen (Spannweite, s. u.). Sie ist geschlitzt, der dadurch entstehende Flügel wird mittels des Exzenterhebels in Richtung der festen Backe gedrückt. Die Stahlschiene dient dabei als Widerlager für den Klemmvorgang. Durch geeignete Abmessungsverhältnisse und Werkstoffwahl wird beim Spannen das weitere Verrutschen durch Selbsthemmung verhindert.
Der Kork auf den Druckflächen schont zum einen die Werkstückoberflächen, so dass kein weiterer Schutz nötig ist, u. a. bei der Verarbeitung polierter oder lackierter Hölzer. Zum anderen halten die Zwingen an schrägen oder geschweiften Teilen gut, so werden z. B. beim Leimen von Stühlen meist keine Zulagen benötigt. Durch die geringere aufgebrachte Kraft als bei anderen Spannwerkzeugen besteht weniger Gefahr, dass Druckstellen entstehen. Verwendet werden Klemmzwingen bei der Holzverarbeitung in Tischlereien, dem Musikinstrumentenbau, der Restaurierung und anderen feinen Anwendungen oder von Heimwerkern.
Die Zwingen gibt es
- in Spannweiten („A“) von 200 mm bis 1200 mm
- die Ausladung bzw. Spanntiefe („B“) beträgt üblicherweise 110 mm.

## Geschichte
Vor der zuerst als „Klemmsia“ eingeführten und vermarkteten Zwinge waren „Sergeant“ genannte Klemmen in gleichem Aufbau in Gebrauch, allerdings ohne Exzenterhebel und oft mit Holz- anstelle der Stahlschiene. Die Idee zur „Klemmsia“ hatte um 1914 der Tischler Ernst Dünneman in Hannover. 1918 wurde sie patentiert und anfangs in handwerklicher Serienfertigung hergestellt. Bei der Hannover-Messe 1953 wurde sie einem internationalen Publikum vorgestellt.